# Das Frauenhaus von Brescia
Das Frauenhaus von Brescia er en tysk stumfilm fra 1920 af Hubert Moest.

## Medvirkende
- Gertrude Welcker som Margaret
- Ernst Deutsch som Luigi
- Eduard von Winterstein som Francesco
- Hedda Vernon som Roswitha
- Olga Limburg som Barbara
- Josef Peterhans
- Julius Roether
- Toni Zimmerer
- Maria Forescu
- Fritz Jessner
- Joseph Klein
- Fritz Delius
- Gerda Frey som Adelheid
- Blandine Ebinger
- Paul Bildt